# Великая Влахия

Великая Влахия (влашск. Влахья Маре; рум. Vlahia Mare; греч. Μεγάλη Βλαχία известная также как Влашская Фессалия) — самое значительное из всех арумынских образований, представляющее собой территориально-племенной союз. Анна Комнина — византийская принцесса и одна из первых женщин-историков писала о труднодоступности, внутренней замкнутости и фактической независимости влахов, в особенности Фессалии и Пинда, где возникли влашские союзы. По сообщениям византийских хронистов, именно там влахи и основали своё первое независимое государство, располагавшееся в южной и центральной частях Пиндских гор, а также на части современной Македонии. Латинская империя, созданная в 1204 году, ослабила Византию. Влахи получили ещё большую независимость в ведении внутренних дел, но продолжали бороться с интервентами. Позднее, в 1230-х годах Великая Влахия была формально аннексирована Эпирским деспотатом, а в 1360-х годах подчинена усилившейся Сербии. Однако, уже в 1390-х годах Фессалия переходит под власть турок, хотя их власть здесь была не столь ощутимой на всём протяжении существования Османской империи. Существовали и другие влашские государственные образования на Балканах, в частности Малая Влахия и др.
После завоевания части земель Византии в 1340-х годах, правитель Сербии Стефан Душан в 1346 г. короновался императором. В 1347—1348 гг. он и Григорий Прелюб захватили Эпир и Фессалию. В своём латинском титуле он называл себя imperator Raxie et Romanie, dispotus Lartae et Blachie comes («Император Рашки и Романии [Византии], деспот Арты и граф Влахии»).